# Zostera
Zostera es un pequeño género de plantas acuáticas perteneciente a la familia Zosteraceae. Contiene dieciséis especies.

## Descripción
Zostera se encuentra en los sustratos arenosos o en los estuarios, sumergidos o flotando parcialmente. La mayoría de las especies de Zostera es perenne y tiene largas y brillantes hojas como cintas de color verde de 1 cm de ancho. Sus cortos tallos crecen desde un blanco rizoma. Las flores se encuentran enclaustradas en las vainas de las hojas de la base. Los frutos  pueden flotar. No son algas: pertenecen al reino de las plantas, son espermatofitas y angiospermas.
Zostera son importantes para la deposición de sedimentos, estabilización de sustratos y como sustrato de algas epifitas y de micro invertebrados, y como guardería de muchas especies de peces de importancia económica.

## Taxonomía
El género fue descrito por Carlos Linneo y publicado en Species Plantarum 2: 968. 1753. La especie tipo es: Zostera marina
Etimología
Zostera: nombre genérico que deriva de las palabras griegas: zoster, que significa "una faja", refiriéndose a las hojas en forma de cinta.

## Especies
Zostera angustifolia
Zostera asiatica
Zostera caespitosa
Zostera capensis
Zostera capricorni
Zostera caulescens
Zostera chilensis
Zostera japonica
Zostera marina
Zostera mucronata
Zostera muelleri
Zostera nigricaulis
Zostera noltii
Zostera novazelandica
Zostera polychlamys
Zostera tasmanica

## Nombre común
- En México: a la semilla se le llama xnois[3] en idioma seri.